# Gnadochaeta mesensis
Gnadochaeta mesensis är en tvåvingeart som först beskrevs av Townsend 1915.  Gnadochaeta mesensis ingår i släktet Gnadochaeta och familjen parasitflugor. Inga underarter finns listade i Catalogue of Life.